# RTB House
RTB House es una empresa de tecnología fundada en 2012, especializada en publicidad dirigida, que incluye estrategias de retargeting y puja en tiempo real (real-time bidding). Con sede en Varsovia, Polonia, cuenta con más de 1,000 empleados distribuidos en más de 30 oficinas en todo el mundo.
RTB House desarrolla una plataforma de demanda (DSP) para servicios autónomos de marketing personalizado que utilizan algoritmos de Deep Learning propios basados en redes neuronales. Desde 2021, la empresa ha contribuido a la iniciativa Privacy Sandbox para construir soluciones publicitarias sin el uso de cookies de terceros.
Entre 2018 y 2023, la empresa ha sido destacada en seis ediciones consecutivas del "FT1000", la lista de Financial Times de las empresas de más rápido crecimiento en Europa.

## Historia
RTB House fue fundada en 2012 por Robert Dyczkowski, Bartłomiej Romański, Daniel Surmacz y Paweł Chodaczek que utilizaron medios económicos propios para la financiación inicial de la empresa.
En 2012 RTB House desarrolló una solución MarTech (tecnologías de innovación asociadas al marketing) que identifica a un grupo de usuarios de Internet, analiza su comportamiento a la hora de realizar compras en línea y, finalmente, les presenta un anuncio publicitario altamente personalizado.
En 2013 RTB House lanzó sus primeras campañas en Europa Occidental, Central y del Este.
Una vez alcanzada una posición sólida en los mercados europeos, en octubre de 2015 RTB House decidió extender sus operaciones internacionales a los anunciantes de Indonesia, Malasia, Tailandia y Taiwán, estableciendo que la región de Asia/Pacífico sería uno de los principales destinatarios de la futura actividad internacional de la empresa.
En 2016 RTB House inició sus actividades en Singapur, América Latina (Brasil, Argentina, Chile y México) y en la región de Oriente Medio y África.
En 2017 RTB House anunció que el 100% de sus campañas eran impulsadas por tecnologías de Deep learning: un subdominio que hoy día se considera el más prometedor en el ámbito de la investigación de la inteligencia artificial. El modelo utiliza funciones matemáticas inspiradas en las neuronas del cerebro humano. Asimismo, la empresa reveló su presencia en un mercado nuevo: la región de Asia/Pacífico, al introducir sus tecnologías en Australia, Nueva Zelanda, India y China.
En 2018 RTB House empezó a establecer sus estructuras en los EE. UU. y Japón. 
En 2019, la compañía continuó su expansión por la región de Asia y Pacífico, abriendo su primera oficina en Seúl (Corea del Sur). 
A lo largo de los años, los ingresos de RTB House han ido creciendo en 100% cada año (sin ningún tipo de financiación externa) y la empresa cerró el ejercicio de 2017 con los ingresos a nivel de 57.6M de dólares. El equipo de RTB House está formado por más de 500 especialistas de todo el mundo y sigue creciendo.
En 2019, la firma de private equity Cinven, anunció un acuerdo de inversión en RTB House para apoyar a la compañía en el desarrollo de tecnología punta para mejorar su profesionalización con las mejores prácticas internacionales.

## Tecnología
RTB House es una de las pocas empresas en el mundo que han desarrollado e implementado su propia tecnología completamente basada en el concepto de Deep learning para la compra de anuncios publicitarios en el modelo RTB.
Los algoritmos de aprendizaje autónomo se implementaro
n en cuatro áreas principales de la tecnología clave de RTB House:
- Tipo y valor de conversión para mejorar la exactitud de estimación del valor para el usuario
- Mecanismo de recomendación para mayor exactitud a la hora de seleccionar ofertas a ser presentadas en los banners
- Tasa de visitas a través del anuncio para mejorar la precisión en las estimaciones de probabilidad de que el usuario haga clic en el
- Con esta tecnología, la empresa puede mejorar el rendimiento general de sus campañas de retargeting incrementando su eficacia incluso en el 50% en comparación con campañas que no la utilicen.

La idea general y los resultados del enfoque de RTB House centrado en el Deep learning se presentaron en 2017 durante la Conferencia Internacional Conjunta de Redes Neuronales celebrada en Anchorage, la 31ª Conferencia sobre Inteligencia Artificial celebrada en San Francisco y la 33ª Conferencia Internacional sobre el Aprendizaje Automático celebrada en Nueva York.

## Premios
En 2018 RTB House recibió el premio 2018 Big InnovationAward de parte de Business Intelligence Group reconocimiento de la adopción de la metodología de aprendizaje profundo en cada algoritmo empleado, traduciéndose en mayores rendimientos de las inversiones de los anunciantes.
Además, la empresa fue preseleccionada para tres premios durante los 2018 Performance Marketing Awards en las siguientes categorías: Tecnología de Marketing de Mejor Rendimiento (Best Performance Marketing Technology), Mejor Uso de la Automatización o Inteligencia Artificial (Best Use ofAutomationor AI) y Premio al Disruptor de la Industria (IndustryDisruptorAward).
En 2018 RTB House se situó en la posición 46 entre las 1.000 empresas europeas de mayor crecimiento incluidas en el listado Financial Times 1000: Europe’s Fastest Growing Companies 2018 que reconoció a las organizaciones europeas con el mayor crecimiento de ingresos entre los años 2013 y 2016. En 2019 fue incluida de nuevo en la lista, siendo la vigésimo cuarta en el sector tecnológico.
En 2018 RTB House fue ganadora del AIconics Awards en la categoría de "Mejor aplicación de IA a marketing y ventas". La empresa también fue nominada como "Mejor innovación en Deep Learning".
En 2018 RTB House fue nominada para los Tech. AWARDS , organizada por Retail Week, en la categoría de "Pionero en Inteligencia Artificial".

## AI Marketing Lab
Tras implementar la tecnología Deep Learning en el 100% de sus campañas, RTB Hosue abrió dos nuevas unidades – AI Marketing Lab en mayo de 2019 y Creatives Lab en febrero de 2019, separando la unidad de investigación y desarrollo en dos. Estas divisiones cooperan, siendo AI Marketing Lab responsable del desarrollo de soluciones MarTech, mientras que la división Creatives Lab se enfoca en desarrollar esas ideas y hacerlas tangibles mediante el uso de creatividades. 